# Tlobo
Tlobo is een bestuurslaag in het regentschap Karanganyar van de provincie Midden-Java, Indonesië. Tlobo telt 2410 inwoners (volkstelling 2010).